# Gina Gogean
Gina Gogean (Câmpuri, 9 de setembro de 1977) é uma ex-ginasta romena que competiu em provas de ginástica artística.
Gina fez parte da equipe romena que disputou os Jogos Olímpicos de Barcelona, em 1992, na Espanha e os Jogos Olímpicos de Atlanta, em 1996, nos Estados Unidos. Dentre seus maiores arquivamentos estão cinco medalhas olímpicas e quinze em Mundiais, sendo nove de ouro. Gina é tricampeã mundial na prova coletiva, bicampeã no solo e no salto e campeã na trave, além de campeã europeia no geral.

## Carreira
Gogean iniciou no desporto aos cinco anos de idade, treinando em um clube local, sob cuidados de Sergiu e Tatiana Popa. Filha de Emil e Anica, Gina tem uma irmã mais nova chamada Maricica. Inspirada nas compatriotas Nadia Comaneci, Daniela Silivas e Lavinia Milosovici, passou a fazer parte da equipe nacional em 1989. No ano posterior, aos treze anos, competiu no Campeonato Nacional Romeno, sendo campeã na prova de solo, prata no salto e bronze no individual geral.
Em 1992, a Federação Romena de Ginástica alterou o seu ano de nascimento de 1978 a 1977, para torná-la etariamente elegível para os Jogos Olímpicos de Barcelona. A falsificação era suspeitada por parte de alguns, mas nunca fora plenamente confirmada até a própria atleta revelar em 2002. Gina afirmou que participou do evento aos quatorze anos, e não aos quinze. Abrindo o calendário competitivo de 1992, disputou o Campeonato Europeu de Nantes, no qual saiu medalhista de ouro no solo, e com a prata no geral e no salto, em ambas provas superada pela ucraniana Tatiana Gutsu. No compromisso seguinte, deram-se as Olimpíadas de Barcelona, no qual Gina ao lado de Cristina Bontas, Vanda Hădărean, Maria Neculiţă, Lavinia Milosovici e Mirela Paşca, foi medalhista de prata na prova coletiva, superada pela equipe unificada. Individualmente, foi finalista em dois eventos, evento geral (6º) e salto (5º). Em 1993, competiu no Mundial de Birmingham. Nele, foi segunda colocada no solo e no geral, e medalhista de bronze na trave.
No ano posterior, participou do Campeonato Europeu de Estocolmo, no qual saiu medalhista de ouro em três eventos: na prova coletiva, no concurso geral e na trave; no solo, encerrou medalhista de bronze, empatada com a russa Dina Kochetkova; a vencedora da prova foi a ucraniana Lilia Podkopayeva. No desafio Estados Unidos vs Romênia, foi ouro por equipes e prata no geral. Como último evento do ano, deu-se o Campeonato Mundial de Dortmund/Brisbane. Na prova coletina, a ginasta terminou com a medalha de ouro, superando a equipe americana e russa, prata e bronze, respectivamente. Por aparelhos, foi campeã no salto, e medalhista de bronze nos exercícios de solo.
Em 1995, Gina competiu no Mundial de Sabae. Nele, conquistou novamente o ouro na prova por equipes. No solo, somou 9,825 pontos, e encerrou medalhista de ouro; no salto terminou em terceiro, em prova vencida pela compatriota Simona Amanar e pela ucraniana Podkopayeva. No ano seguinte, disputou o Campeonato Europeu de Birmingham, no qual saiu vitoriosa na prova coletiva e vice-campeã nas finais de salto sobre a mesa e trave. No Mundial de San Juan, conquistou duas medalhas de ouro: no salto e no solo, sendo a maior medalhista do evento. Em julho, em sua segunda aparição olímpica, nos Jogos Olímpicos de Atlanta, disputados com um time tecnicamente fraco, Gina encerrou com a medalha de bronze por equipes - ao lado da jovem estreante Simona Amanar. No evento geral individual, foi medalhista de prata, atrás de Podkopayeva. Por aparatos, encerrou com duas medalhas de bronze: no salto, superada pela chinesa Mo Huilan e pela companheira de equipe Amanar; e na trave, em prova vencida pela americana Shannon Miller. Em 1997, disputou o Mundial de Lausanne. Nele, foi medalhista de ouro em três eventos: por equipes, no solo,- empatada com a russa Svetlana Khorkina, e na trave. Nos demais aparelhos, foi bronze no salto e quarta colocada no concurso geral. No ano seguinte, competiu na Final da Copa do Mundo de Sabae, no qual conquistou a prata no salto e no solo e a medalha de bronze na trave.
Após a realização do evento, Gogean anunciou oficialmente sua aposentadoria do desporto, passando a dedicar-se carreira de técnica da modalidade. Em 2000, foi comentarista do EuroSport's nas Olimpíadas de Sydney. No ano seguinte, tornou-se membro do Comitê Olímpico Romeno. Em 2006, casou-se com Cristian Groza, em uma cerimônia em Deva. Entre os convidados, treinadores e colegas de equipe: Octavian Belu, Mariana Bitang, Lavinia Milosovici, Simona Amanar, Andreea Raducan e Maria Olaru.

## Principais resultados
| Ano  | Evento                                    | AA                | Equipe            | Salto sobre o cavalo | Trave             | Barras assimétricas | Solo              |
| ---- | ----------------------------------------- | ----------------- | ----------------- | -------------------- | ----------------- | ------------------- | ----------------- |
| 1989 | Campeonato Internacional Júnior           | 4º                |                   | 6º                   | 4º                | 6º                  | Medalha de ouro   |
| 1990 | Campeonato Internacional Romeno           |                   |                   | Medalha de ouro      |                   |                     |                   |
| 1990 | Campeonato Nacional Romeno                | Medalha de bronze |                   | Medalha de prata     |                   |                     | Medalha de ouro   |
| 1992 | Campeonato Mundial de Ginástica Artística |                   |                   | 7º                   | 9º                |                     | 11º               |
| 1992 | Campeonato Europeu                        | Medalha de prata  |                   | Medalha de prata     | 8º                | 8º                  | Medalha de ouro   |
| 1992 | Campeonato Internacional Romeno           | Medalha de ouro   |                   |                      |                   |                     |                   |
| 1992 | Jogos Olímpicos                           | 6º                | Medalha de prata  | 5º                   |                   |                     |                   |
| 1993 | Copa Chunichi                             | Medalha de prata  |                   | Medalha de prata     | Medalha de ouro   | 4º                  | Medalha de bronze |
| 1993 | Campeonato Mundial de Ginástica Artística | Medalha de prata  |                   | 4º                   | Medalha de bronze |                     | Medalha de prata  |
| 1994 | Copa Chunichi                             | Medalha de ouro   |                   | Medalha de ouro      | Medalha de prata  | Medalha de prata    | Medalha de prata  |
| 1994 | Campeonato Europeu                        | Medalha de ouro   | Medalha de ouro   | 4º                   | Medalha de ouro   | 8º                  | Medalha de bronze |
| 1994 | Estados Unidos vs Romênia                 | Medalha de prata  | Medalha de ouro   |                      |                   |                     |                   |
| 1994 | Campeonato Mundial de Ginástica Artística | 4º                | Medalha de ouro   | Medalha de ouro      |                   |                     | Medalha de bronze |
| 1995 | Copa Chunichi                             | Medalha de prata  |                   | Medalha de ouro      | Medalha de prata  | Medalha de prata    | Medalha de bronze |
| 1995 | Campeonato Internacional Romeno           |                   |                   |                      | Medalha de bronze |                     | Medalha de ouro   |
| 1995 | Campeonato Mundial de Ginástica Artística | 14º               | Medalha de ouro   | Medalha de bronze    |                   |                     | Medalha de ouro   |
| 1996 | Copa Chunichi                             | Medalha de ouro   |                   | Medalha de ouro      |                   |                     | Medalha de ouro   |
| 1996 | Campeonato Europeu                        |                   | Medalha de ouro   | Medalha de prata     | Medalha de prata  |                     |                   |
| 1996 | Campeonato Mundial de Ginástica Artística |                   |                   | Medalha de ouro      |                   |                     | Medalha de ouro   |
| 1996 | Jogos Olímpicos                           | Medalha de prata  | Medalha de bronze | Medalha de bronze    | Medalha de bronze |                     | 7º                |
| 1997 | Copa Chunichi                             | 9º                |                   | Medalha de ouro      | Medalha de ouro   |                     | Medalha de ouro   |
| 1997 | Campeonato Nacional Romeno                | 6º                |                   | Medalha de prata     | Medalha de ouro   |                     | Medalha de ouro   |
| 1997 | Campeonato Mundial de Ginástica Artística | 4º                | Medalha de ouro   | Medalha de bronze    | Medalha de ouro   |                     | Medalha de ouro   |
| 1998 | Copa do Mundo - Sabae                     |                   |                   | Medalha de prata     | Medalha de bronze |                     | Medalha de prata  |